# Bizalmatlanság
A bizalmatlanság formális módja annak, hogy nem bízunk egyik félben egy helyzet során, amely nagy kockázattal vagy mély kétellyel jár. A jogban ez a hatalmi erők megosztásán keresztül, a politikában pedig a nemzetközi szerződések feltételeinek meghatározása során jelenik meg. Azok a rendszerek, amelyek bizalmatlanságon alapulnak egyszerűen megosztják a felelősséget, hogy a hatalmi ágak szétválasztása működni tudjon.
A választási rendszer kétségtelenül a bizalmatlanságra épül. A pártok versenyeznek a rendszerben de nem azért versenyeznek, hogy felforgassák a rendszert magát, vagy rosszhiszeműséggel előnyt kovácsoljanak - ha ezt teszik, a többiek könnyen győznek. A bizalmatlanság persze létezik a pártok között, és pontosan ez az, ami motiválja a bizalmatlanság formális rendszerét. A protokoll például, amely államok között működik, olyan eszközökön alapul, amelyek formális el nem ismerést működtetnek, mely valójában azt mondja "nem bízunk abban a személyben". Szigorú etiketten is alapul, amely bizalmatlan az egyes személyek olyan szokásaival szemben, amik a szándékukat tükrözik, és a viselkedés globális alapvetéseit figyelik a társadalmi helyzetekben.
Az informatikai protokoll is a bizalmatlanság formálisabb elveit követi a számítástechnikában. A rendszer különböző részei nem "bíznak" meg egymásban, hanem különböző egyeztetéseket, kéréseket és megerősítéseket kérnek. Ha ezek működnek, akkor a hibák szigorúan a rendszer fogadó részében vannak, nem abban, amelyik az eredeti információt elküldte. Ennek az alapelvét egy programon belül szerződésalapú tervezésnek hívják.
A vállalati irányítás is a bizalmatlanságon alapul, mivel a testület nem bízik azokban a jelentésekben, amelyet a menedzsmenttől kap, hanem fel van hatalmazva, hogy megvizsgálja azt, bírálja, és a részvényesek oldalát képviselje a vezetéssel szemben. Az a tény, hogy a legtöbb amerikai cégben ez nem működik, annak a jele, hogy a bizalmatlansági kapcsolat leromlott - könyvelési visszaélések, és a könyvelés reformjának követelése ennek elkerülhetetlen eredménye. A rendszer pontosan arra szolgál, hogy nagyobb bizalmi kríziseket megelőzzön "a rendszerben", amiért a formális bizalmatlansági intézkedések egyáltalán be lettek vezetve.

## A bizalmatlanság tanulmányozása
Az ideggazdaság megmagyarázza, hogy a közgazdászok hogyan kísérlik meg megérteni bizalmi kísérletek során mért fiziológiai eredményekkel, hogy az emberek miért bíznak vagy nem bíznak valakiben. A közgazdászok egy kísérletet szerveztek, amellyel megfigyelik a bizalmatlanságot egy bizalmi játék során. Az alanyokat arra kérték, hogy névtelenül adományozzanak változó pénzösszegeket azzal együtt, hogy nem volt garancia a pénz visszakapására.Több feltétel mellett figyelték meg a kísérletet, és minden döntés után az alanyok DHT szintjét mérték. A kísérlet eredményei azt sugallták, hogy a nők és a férfiak máshogyan reagálnak a bizalmatlanságra; a Dihydrotesztoszteron (DHT) hormon megnövekedése a férfiakban a bizalmatlansággal összekapcsolódik. Viszont több kísérletet kellene végezni és több eredményt gyűjteni, hogy pontosan ki lehessen jelenteni a kapcsolat mikéntjét a DHT jelenléte a férfiakban és a bizalmatlansági válaszok között.
A bizalmatlanság azt is bizonyította, hogy növeli a sebességét és teljesítményét bizonyos embereknek és bizonyos csoportoknak bizonyos feladatok elvégzése során. Az egyik módja a feladatok rendszerezésének hogy kettéválasztjuk rutin (normális, hétköznapi) és nemrutin (kreatív, szokatlan, és meghatározatlan) feladatokra. A kísérletek azt mutatták, hogy a bizalmatlanság növeli a teljesítményt a nemrutin és csökkenti azt a rutin feladatoknál.
Az a kutatás, ami a magas kockázatú üzleteket vizsgálta, mint például az olajplatformok, befektetői pénzügyek, sebészet, pilóta munka, és nukleáris erőművek, a bizalmatlanságot hibakerülésként értelmezi. Amikor nemrutin stratégiára van szükség, a bizalmatlan személyek jobban teljesítenek, míg a rutin stratégiáknál a bizalmas emberek ügyesebbek. Ezt a kutatást kiterjesztették vállalkozói cégekre. (Gudmundsson és Lechner). Úgy érveltek, hogy a vállalkozói cégeknél a hiba fenyegetése mindig jelen van a nemrutin helyzetekben és a magas kockázatú dolgoknál. Arra jöttek rá, hogy a cégek, amelyeket bizalmatlan vállalkozók irányítanak, valószínűbb hogy megmaradnak, mint a cégek, amelyek vállalkozói optimisták vagy túl magabiztosak. Ennek az az oka, hogy a bizalmatlan vállalkozók hangsúlyt fektetnek a hibaelkerülésre az érzékeny feladatválasztáson és a több vizsgálaton keresztül. Kets de Vries rámutatott, hogy a bizalmatlan vállalkozók jobban figyelnek a külső környezetükre. Emiatt a bizalmatlan vállalkozók, kevésbé valószínű, hogy negatív eseményekkel néznek szembe, és valószínűbb, hogy ellenőrzési mechanizmusokat működtetnek. Így Gudmundsson és Lechner nyomán a bizalmatlanság fokozott óvatossághoz vezet, és ennélfogva növeli az esélyeit a vállalkozói cég túlélésének.

## Fordítás
- Ez a szócikk részben vagy egészben  a   Distrust című angol Wikipédia-szócikk ezen változatának fordításán alapul.  Az eredeti cikk szerkesztőit annak laptörténete sorolja fel. Ez a jelzés csupán a megfogalmazás eredetét és a szerzői jogokat jelzi, nem szolgál a cikkben szereplő információk forrásmegjelöléseként.